# 李明 (计算机专家)
李明，中华人民共和国教育部长江学者讲座教授，加拿大皇家学会院士，鹏城实验室前沿部智能数据压缩基础研究室责任院士，ACM Fellow、电气电子工程师学会会士，主要从事机器学习、自然语言处理等方面的研究工作。